# Véhicule automatique léger

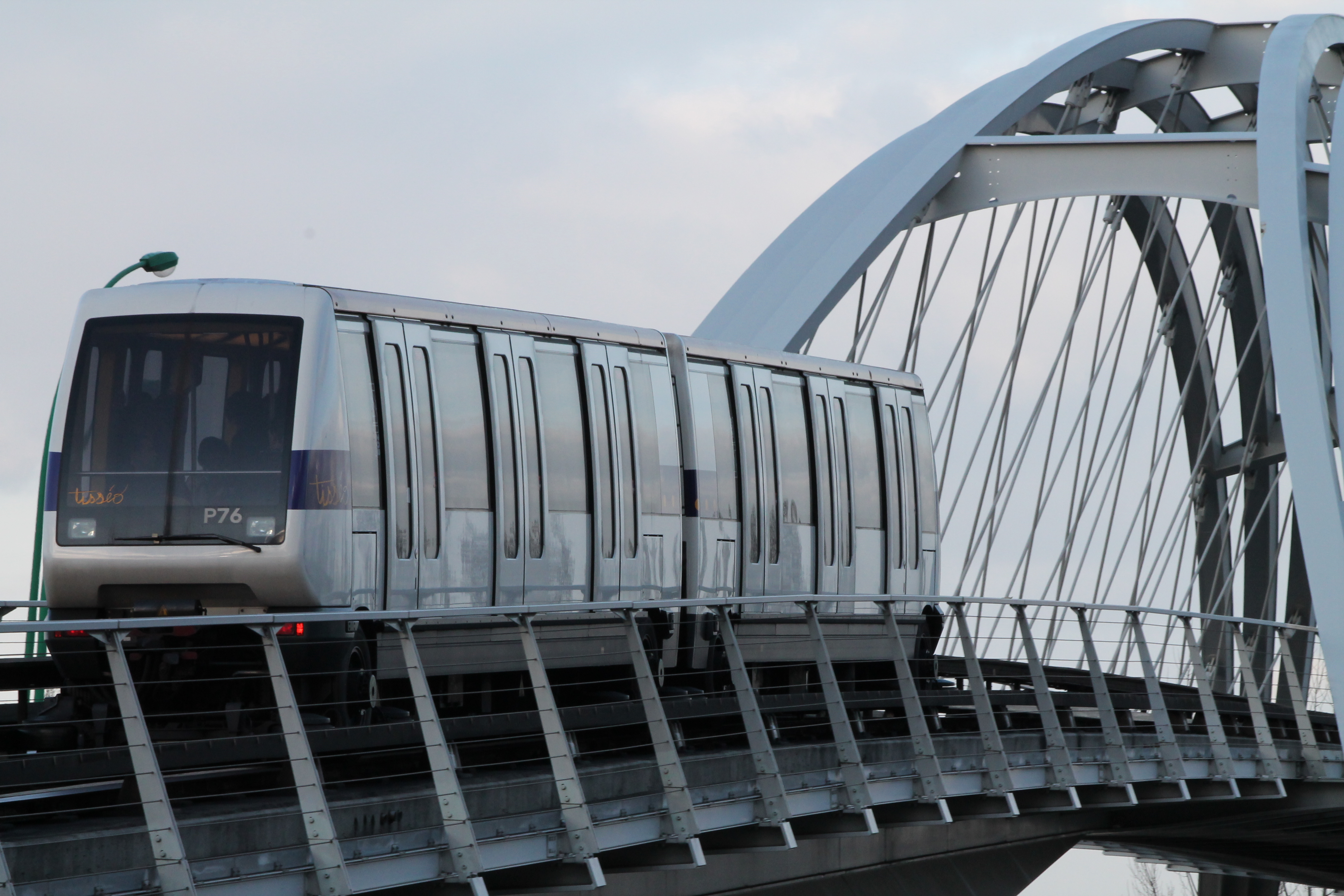
Souprava typu VAL 208 z Toulouse

Véhicule Automatique Léger, (automatické lehké vozidlo) zkráceně VAL je francouzský systém lehkého metra. 

## Charakteristika
Vyznačuje se hlavně automatizací (tj. vozy nemají strojvedoucího a jsou řízeny z dispečinku) a koly s gumovými pneumatikami místo ocelových kol. VAL je tím taky podoba systémů Automated People Movers. Základy systému VAL navrhl profesor Robert Gabillard pro právě připravovaný systém lehkého metra v Lille. Nástupiště stanic VAL jsou vybaveny skleněnými dveřmi, aby nehrozil případný pád cestujících do kolejiště – v takovém případě by totiž automatizovaný vlak nedokázal včas reagovat.
Právě odtud pochází název celého systému – přestože dnes zkratka VAL vystihuje technickou podstatu celého druhu dopravy, ve svých začátcích se jednalo o první písmena názvu trati, tedy Villeneuve d' Ascq – Lille. 

## Výskyt

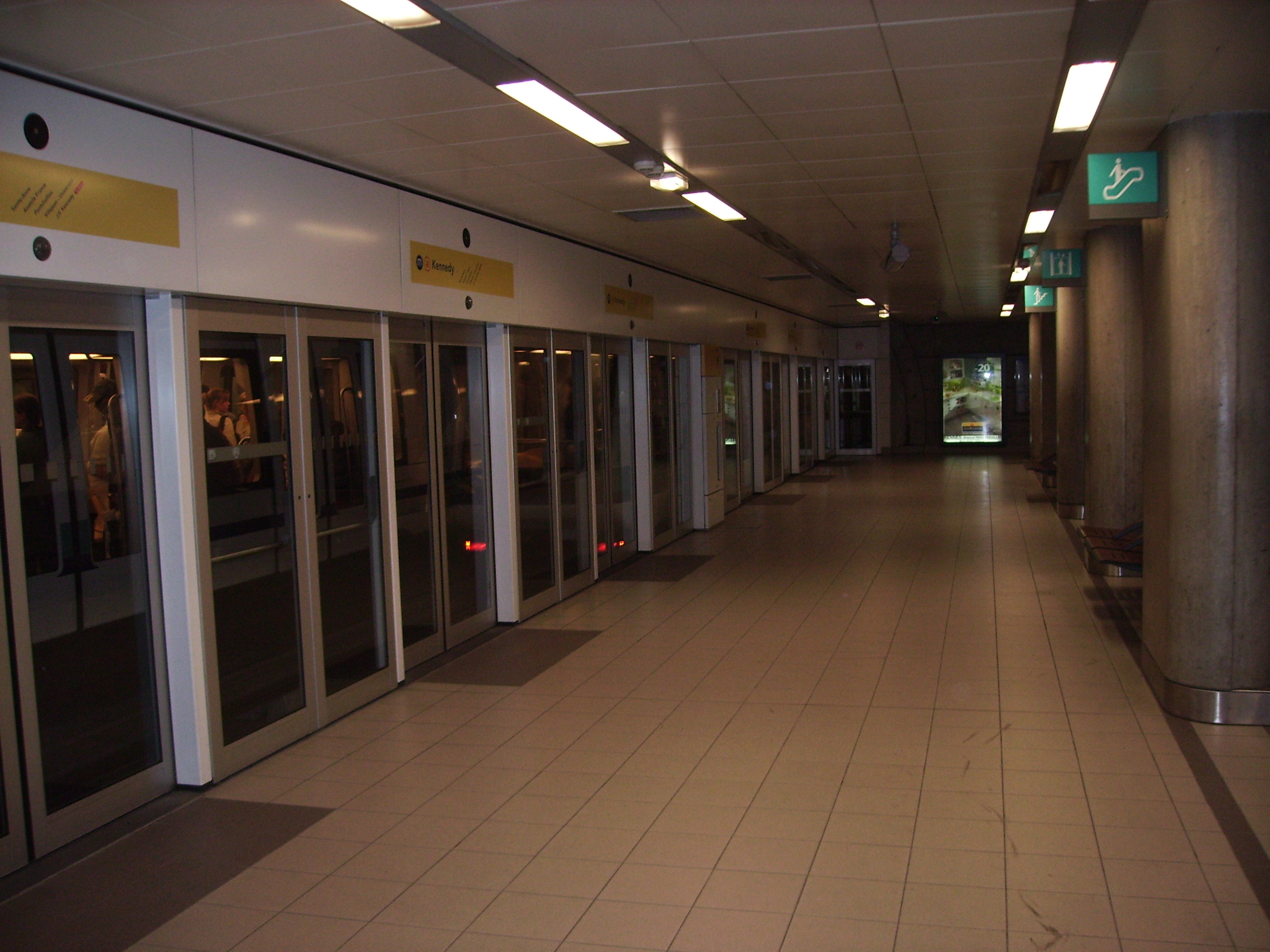
Nástupiště stanice République v Rennes

Po otevření metra v Lille v roce 1983 byly podobné systémy zprovozněny i v dalších městech. Roku 1991 byl otevřen Orlyval, tedy automatizovaná dráha, která spojuje pařížské letiště Orly s městem a dalšími druhy dopravy (RER, linka B). Dalšími francouzskými městy, která se mohou tímto systémem pyšnit jsou Toulouse (1993) a Rennes (2002). Druhé významné pařížské letiště, Letiště Charlese de Gaulla, zprovoznilo vlastní dráhu pod názvem CDGVAL roku 2007.

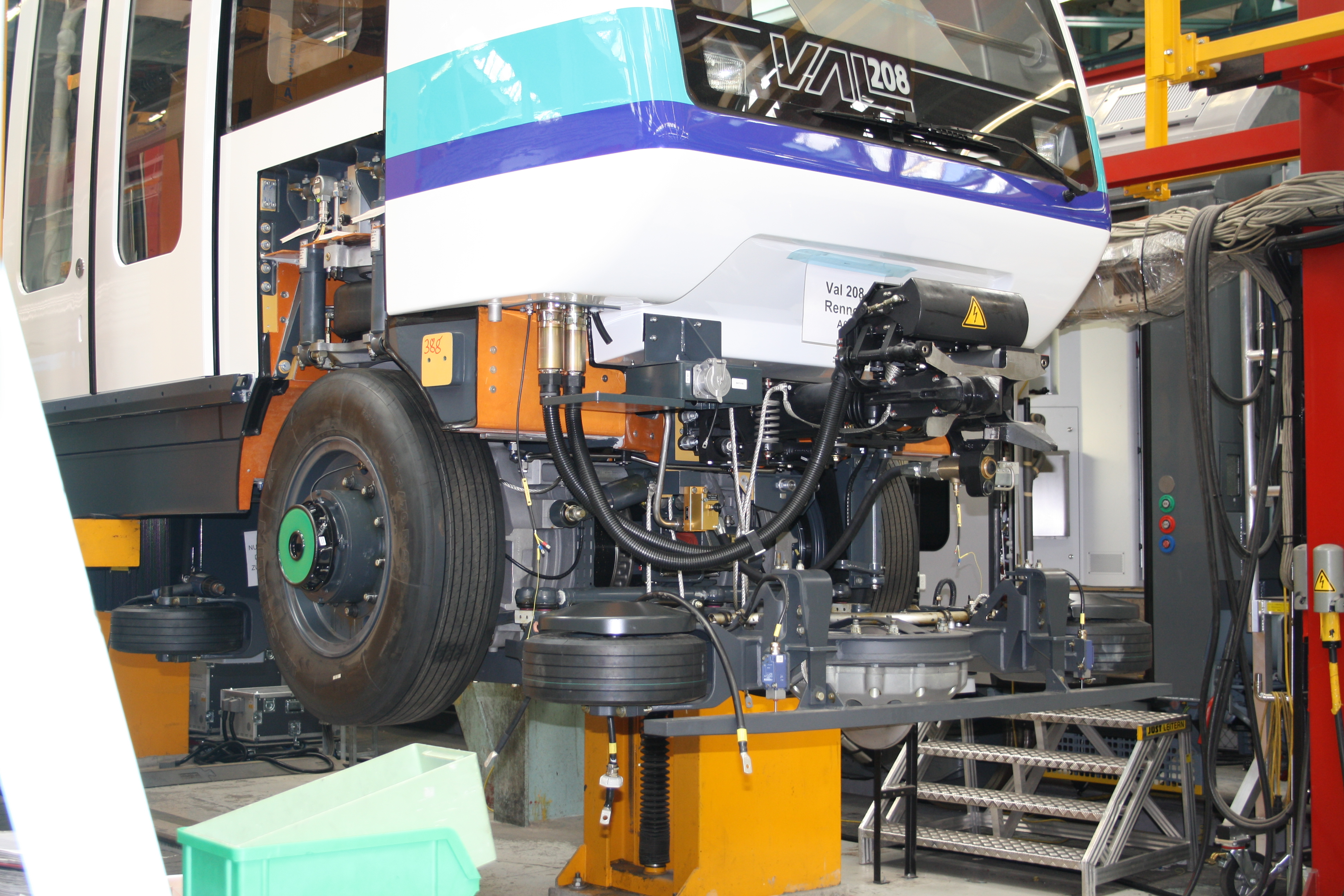
Podvozek vozidla VAL 208 pro Rennes

Kromě Francie se ale také tento systém uplatnil i v jiných městech. Jedná se například o trať k letišti O'Hare v Chicagu, Muzha line v Tchaj-peji, či turínské Metrotorino. V 90. letech se také s vybudováním systému VAL počítalo i v Bratislavě, avšak realizace zkrachovala.